# Riccardo Romagnoli
Riccardo Romagnoli (Rome, 11 juli 1963) is een Italiaans autocoureur.

## Carrière
De vroege carrière van Romagnoli bevat een vijfde plaats in het Italiaanse Formule 3-kampioenschap in 1994. Sindsdien heeft hij gereden in de Italiaanse Renault Mégane Cup, waar hij in 2001 en 2002 als tweede eindigde. Vervolgens nam hij drie jaar deel aan de Italiaanse Renault Clio Cup, voordat hij in 2006 overstapte naar het Italian Superturismo Championship. Hij eindigde het seizoen als vierde in het kampioenschap. In dit seizoen werden er ook twee raceweekenden gehouden in combinatie met het World Touring Car Championship. Hij reed hier voor het team Scuderia la Torre in een Alfa Romeo 156, waarin zijn beste resultaat een zestiende plaats was in de tweede race op het Autodromo Nazionale Monza. In 2008 nam hij deel aan de FIA GT3 voor La Torre in een Dodge Viper.